# Аберрация оптической системы
Аберра́ция оптической системы (от лат. aberratio — уклонение)— ошибка или погрешность изображения в оптической системе, вызываемая отклонением луча от того направления, по которому он должен был бы идти в идеальной оптической системе. Аберрацию характеризуют различного вида нарушения гомоцентричности в структуре пучков лучей, выходящих из оптической системы, а проявляются она в том, что оптические изображения не вполне отчётливы, неточно соответствуют объекту или оказываются окрашенными.
Геометрические аберрации характеризуют в монохроматическом свете. Они возникают при использовании широких пучков (сферическая аберрация, кома), или пучков, падающих наклонно к главной оптической оси (астигматизм, дисторсия, кривизна поля).
Хроматическая аберрация обусловлена дисперсией света в стекле линз.
Величина аберрации может быть получена как сравнением координат лучей путём непосредственного расчёта по точным геометро-оптическим формулам, так и приближённо — с помощью формул теории аберраций.
При этом возможно характеризовать аберрацию как методами лучевой оптики, так и на основе представлений волновой оптики. В первом случае отступление от гомоцентричности выражается через представление о геометрических аберрациях и фигурах рассеяния лучей в изображениях точек. Во втором случае оценивают деформацию прошедшей через оптическую систему сферической световой волны, вводя представление о волновых аберрациях. Оба способа описания взаимосвязаны, описывают одно и то же состояние и различаются лишь формой.
Как правило, если объектив обладает большими аберрациями, то их проще характеризовать величинами геометрических аберраций, а если малыми, то на основе представлений волновой оптики.

Сферическая аберрация

Кома

Хроматическая аберрация

Ахроматическая линза

## Монохроматические аберрации

Геометрические аберрации внемеридионального (косого) луча.
— внемеридиональный луч;
— входной зрачок;
— выходной зрачок;
— идеальное изображение точки ;
— реальное изображение точки ;
и — отступления от идеального изображения.

Такие погрешности изображений присущи всякой реальной оптической системе, и принципиально неустранимы. Их возникновение объясняется тем, что преломляющие поверхности неспособны собрать в точку широкие пучки лучей, падающие на них под большими углами.
Эти аберрации приводят к тому, что изображением точки является некоторая размытая фигура (фигура рассеяния), а не точка, что, в свою очередь, отрицательно влияет на чёткость изображения и нарушает подобие изображения и предмета.

### Теория аберраций
Теория геометрических аберраций устанавливает функциональную зависимость аберраций от координат падающего луча и конструктивных элементов оптической системы — от радиусов её поверхностей, толщин, показателей преломления линз и т. д.

### Монохроматические аберрации третьего порядка
Теория аберраций ограничивается приближённым представлением составляющих аберраций ({\displaystyle \delta g'} и {\displaystyle \delta G'}) в виде ряда, члены которого содержат некие коэффициенты (суммы переменных) {\displaystyle a_{1},a_{2},\dots ,a_{k}}, зависящие только от конструктивных элементов оптической системы и от положения плоскостей объекта и входного зрачка, но не зависящие от координат луча.
Так например, меридиональная составляющая аберрации третьего порядка может быть представлена формулой:
{\displaystyle \delta g'=a'_{1}m^{3}+a'_{2}lm^{2}+a'_{3}l^{2}m+a'_{4}l^{3}},
где {\displaystyle l} и {\displaystyle m} — координаты луча, входящие в качестве сомножителей членов ряда.
Число таких коэффициентов аберраций третьего порядка равно пяти и, как правило, они обозначаются буквами SI, SII, SIII, SIV, SV.
Причём, в целях упрощения анализа, предполагают, что в формулах только один из коэффициентов не равен нулю, и определяет соответствующую аберрацию.
Каждым из пяти коэффициентов определяется одна из так называемых пяти аберраций Зейделя:
1. SI — сферическая аберрация;
2. SII — кома;
3. SIII — астигматизм;
4. SIV — кривизна поля (поверхности) изображения;
5. SV — дисторсия.

В реальных системах отдельные виды монохроматических аберраций почти никогда не встречаются. В действительности, наблюдается сочетание всех аберраций, а исследование сложной аберрационной фигуры рассеяния методом выделения отдельных видов аберраций (любого порядка) — не более чем искусственный приём, облегчающий анализ явления.

### Монохроматические аберрации высших порядков

Пример сложных фигур рассеяния для осевого и наклонных пучков лучей объектива Зоннар 1:1.5

Как правило, картину распределения лучей в фигурах рассеяния заметно осложняет то, что на комбинацию всех аберраций третьего порядка налагаются аберрации высших порядков. Это распределение заметно меняется с изменением положения точки объекта и отверстия системы. Так например, сферическая аберрация пятого порядка, в отличие от сферической аберрации третьего порядка, отсутствует в точке на оптической оси, но при этом растёт пропорционально квадрату удаления от неё.
Влияние аберраций высших порядков возрастает, по мере роста относительного отверстия объектива, причём настолько быстро, что, на практике, оптические свойства светосильных объективов определяются именно высшими порядками аберраций.
Величины аберраций высших порядков учитываются на основании точного расчёта хода лучей через оптическую систему (трассировки). Как правило, с применением специализированных программ для оптического моделирования (Code V, OSLO, ZEMAX и пр.)

## Хроматические аберрации
Хроматические аберрации обусловлены дисперсией оптических сред, из которых образована оптическая система — то есть зависимостью показателя преломления оптических материалов, из которых изготовлены элементы оптической системы, от длины проходящей световой волны.
Могут проявляться в постороннем окрашивании изображения и в появлении у изображения предмета цветных контуров, которые у предмета отсутствовали.
К этим аберрациям относятся хроматическая аберрация (хроматизм) положения, иногда называемая «продольным хроматизмом», и хроматическая аберрация (хроматизм) увеличения.
Также к хроматическим аберрациям принято относить хроматические разности геометрических аберраций, в основном, хроматическую разность сферических аберраций для лучей различных длин волн (так. наз. «сферохроматизм») и хроматическую разность аберраций наклонных пучков.

## Дифракционная аберрация
Дифракционная аберрация обусловлена волновой природой света, и следовательно — носит фундаментальный характер, и поэтому принципиально не устранима. Высококачественные объективы страдают ею в точно той же мере, что и дешёвые. Она может быть уменьшена лишь посредством увеличения апертуры оптической системы. Эта аберрация возникает вследствие дифракции света на диафрагме и оправе фотообъектива. Дифракционная аберрация ограничивает разрешающую способность фотообъектива. Из-за этой аберрации минимальное угловое расстояние между точками, разрешаемое объективом, ограничено величиной {\displaystyle 1,22\times \lambda /D} радиан, где {\displaystyle \lambda } (лямбда) — длина электромагнитной волны светового диапазона (волны с длиной от 400 нм до 700 нм), а {\displaystyle D} — диаметр объектива (в тех же единицах, что и {\displaystyle \lambda }).
В оптических системах полностью устранить аберрации невозможно. Их доводят до минимально возможных значений, обусловленных техническими требованиями и ценой изготовления системы. Иногда, также, минимизируют одни аберрации за счёт увеличения других.